# پایشگر آسیب‌پذیری آب و هوا
پایشگر آسیب‌پذیری آب و هوا (به انگلیسی: Climate Vulnerability Monitor)، یک ارزیابی جهانی مستقل از تأثیر تغییر آب و هوایی بر جمعیت جهان است که توسط پانل‌هایی از مقامات کلیدی بین‌المللی گرد هم آمده‌است. این پایشگر در دسامبر ۲۰۱۰ در لندن و کانکون هم‌زمان با اجلاس کانکون سازمان ملل متحد دربارهٔ تغییر آب و هوا (COP-16) راه‌اندازی شد.
این گزارش که توسط DARA و انجمن آسیب‌پذیری آب و هوا تهیه شده‌است، قرار است به عنوان ابزار جدیدی برای ارزیابی آسیب‌پذیری جهانی در برابر اثرات مختلف تغییر آب و هوایی در کشورهای مختلف عمل کند.
DARA و انجمن آسیب‌پذیری آب و هوا نسخه دوم پایش آسیب‌پذیری آب و هوا را در ۲۶ سپتامبر ۲۰۱۲ در انجمن آسیایی نیویورک راه‌اندازی کردند.